# Russell Thorson
Russell Thorson, nato Delos Thorson (Eau Claire, 14 ottobre 1906 – Van Nuys, 6 luglio 1982), è stato un attore statunitense.
Ha recitato in 34 film dal 1949 al 1973 ed è apparso in quasi cento produzioni televisive dal 1949 al 1978. È stato accreditato anche con i nomi Russell Thorsen, Russ Thorsen, Russel Thorson e Russ Thorson.

## Biografia
Russell Thorson nacque a Eau Claire, in Wisconsin, il 14 ottobre 1906.
Per la televisione, interpretò, tra gli altri, il ruolo del detective Otto Lindstrom in 67 episodi della serie televisiva Detectives dal 1959 al 1961, dello sceriffo Stan Evans in 4 episodi della serie Il virginiano dal 1962 al 1963 (più altri otto episodi con altri ruoli), di William Kennerly in 6 puntate della soap opera Peyton Place nel 1967 e del dottor Donald White in 3 episodi della soap opera I giorni della nostra vita nel 1965.
La sua ultima apparizione sul piccolo schermo avvenne nell'episodio The House on Willis Avenue della serie televisiva Agenzia Rockford, andato in onda il 24 febbraio 1978, che lo vede nel ruolo di  Arthur Kenner, mentre per il grande schermo l'ultima interpretazione risale al film Un duro per la legge del 1973 in cui interpreta Ferrin Meaks .
Morì a Van Nuys, in California, il 6 luglio 1982.

## Filmografia

### Cinema
- Il gigante di New York (Easy Living), regia di Jacques Tourneur (1949)
- Questi dannati quattrini (Double Dynamite), regia di Irving Cummings (1951)
- Agente federale X3 (Dangerous Mission), regia di Louis King (1954)
- Mi dovrai uccidere! (Please Murder Me), regia di Peter Godfrey (1956)
- Johnny Concho, regia di Don McGuire (1956)
- Giovani delinquenti (Hot Rod Girl), regia di Leslie H. Martinson (1956)
- Destination 60,000, regia di George Waggner (1957)
- Undersea Girl, regia di John Peyser (1957)
- Ora zero (Zero Hour!), regia di Hall Bartlett (1957)
- Half Human: The Story of the Abominable Snowman, regia di Kenneth G. Crane, Ishirô Honda (1958)
- Il sentiero della vendetta (Gun Fever), regia di Mark Stevens (1958)
- Cowboy, regia di Delmer Daves (1958)
- La vera storia di Lynn Stuart (The True Story of Lynn Stuart), regia di Lewis Seiler (1958)
- Mare caldo (Run Silent Run Deep), regia di Robert Wise (1958)
- Il sentiero della violenza (Gunman's Walk), regia di Phil Karlson (1958)
- Quando l'inferno si scatena (When Hell Broke Loose), regia di Kenneth G. Crane (1958)
- I marines delle isole Salomone (Tarawa Beachhead), regia di Paul Wendkos (1958)
- Non voglio morire (I Want to Live!), regia di Robert Wise (1958)
- Domani m'impiccheranno (Good Day for a Hanging), regia di Nathan Juran (1959)
- Addio dottor Abelman! (The Last Angry Man), regia di Daniel Mann (1959)
- La battaglia del Mar dei Coralli (Battle of the Coral Sea), regia di Paul Wendkos (1959)
- I mastini del West (Gunfighters of Abilene), regia di Edward L. Cahn (1960)
- The Music Box Kid, regia di Edward L. Cahn (1960)
- Bionde, rosse, brune... (It Happened at the World's Fair), regia di Norman Taurog (1963)
- Quando l'amore se n'è andato (Where Love Has Gone), regia di Edward Dmytryk (1964)
- Il boia è di scena (Two on a Guillotine), regia di William Conrad (1965)
- Le ultime 36 ore (36 Hours), regia di George Seaton (1965)
- Nodo scorsoio (My Blood Runs Cold), regia di William Conrad (1965)
- I dominatori della prateria (The Plainsman), regia di David Lowell Rich (1966)
- L'uomo che uccise il suo carnefice (A Covenant with Death), regia di Lamont Johnson (1967)
- Impiccalo più in alto (Hang 'Em High), regia di Ted Post (1968)
- La notte dell'agguato (The Stalking Moon), regia di Robert Mulligan (1968)
- Ragazzo la tua pelle scotta (The Learning Tree), regia di Gordon Parks (1969)
- Un duro per la legge (Walking Tall), regia di Phil Karlson (1973)

### Televisione
- One Man's Family – serie TV (1949)
- Gunsmoke – serie TV, 4 episodi (1956-1965)
- I segreti della metropoli (Big Town) – serie TV, 2 episodi (1956)
- The Adventures of Hiram Holliday – serie TV, un episodio (1956)
- State Trooper – serie TV, un episodio (1956)
- Sugarfoot – serie TV, episodi 1x05-1x11 (1957-1958)
- Il tenente Ballinger (M Squad) – serie TV, episodi 1x05-1x20 (1957)
- General Electric Theater – serie TV, 2 episodi (1957-1958)
- I racconti del West (Zane Grey Theater) – serie TV, 3 episodi (1957-1958)
- Tales of Wells Fargo – serie TV, 8 episodi (1957-1962)
- Carovane verso il west (Wagon Train) – serie TV, 4 episodi (1957-1964)
- The Gray Ghost – serie TV, episodio 1x25 (1957)
- Il carissimo Billy (Leave It to Beaver) – serie TV, un episodio (1957)
- Sheriff of Cochise – serie TV, un episodio (1957)
- Alfred Hitchcock presenta (Alfred Hitchcock Presents) – serie TV, un episodio (1957)
- The Millionaire – serie TV, un episodio (1957)
- The O. Henry Playhouse – serie TV, 2 episodi (1957)
- Have Gun - Will Travel – serie TV, episodio 1x14 (1957)
- Cheyenne – serie TV, un episodio (1957)
- Lawman – serie TV, 2 episodi (1958-1959)
- Ricercato vivo o morto (Wanted: Dead or Alive) – serie TV, episodi 1x02-2x19 (1958-1960)
- Perry Mason – serie TV, 4 episodi (1958-1964)
- Maverick – serie TV, episodio 1x19 (1958)
- Playhouse 90 – serie TV, un episodio (1958)
- Avventure in elicottero (Whirlybirds) – serie TV, un episodio (1958)
- Jefferson Drum – serie TV, un episodio (1958)
- Bitter Heritage – film TV (1958)
- Le avventure di Rin Tin Tin (The Adventures of Rin Tin Tin) – serie TV, un episodio (1958)
- The Texan – serie TV, episodio 1x09 (1958)
- Tales of the Texas Rangers – serie TV, un episodio (1958)
- I detectives (The Detectives) – serie TV, 67 episodi (1959-1961)
- Bronco – serie TV, 3 episodi (1959-1962)
- Gli uomini della prateria (Rawhide) – serie TV, 3 episodi (1959-1963)
- Man with a Camera – serie TV, episodio 1x12 (1959)
- Trackdown – serie TV, 2 episodi (1959)
- Laramie – serie TV, un episodio (1960)
- The Man from Blackhawk – serie TV, un episodio (1960)
- Gli intoccabili (The Untouchables) – serie TV, un episodio (1961)
- The Rifleman – serie TV, 2 episodi (1961)
- Outlaws – serie TV, episodio 2x12 (1961)
- Ben Casey – serie TV, 2 episodi (1962-1963)
- Lassie – serie TV, 5 episodi (1962-1967)
- Il virginiano (The Virginian) – serie TV, 12 episodi (1962-1970)
- Bonanza – serie TV, 3 episodi (1962-1972)
- Alcoa Premiere – serie TV, un episodio (1962)
- Il dottor Kildare (Dr. Kildare) – serie TV, un episodio (1962)
- The Dick Powell Show – serie TV, episodio 1x30 (1962)
- The Tall Man – serie TV, un episodio (1962)
- Corruptors (Target: The Corruptors) – serie TV, episodi 1x27-1x35 (1962)
- Dakota (The Dakotas) – serie TV, episodio 1x02 (1963)
- L'ora di Hitchcock (The Alfred Hitchcock Hour) – serie TV, un episodio (1963)
- Empire – serie TV, un episodio (1963)
- Sam Benedict – serie TV, un episodio (1963)
- The Lieutenant – serie TV, episodio 1x01 (1963)
- La legge del Far West (Temple Houston) – serie TV, episodio 1x07 (1963)
- The Greatest Show on Earth – serie TV, un episodio (1964)
- Polvere di stelle (Bob Hope Presents the Chrysler Theatre) – serie TV, un episodio (1964)
- Death Valley Days – serie TV, un episodio (1965)
- L'isola di Gilligan (Gilligan's Island) – serie TV, un episodio (1965)
- I giorni di Bryan (Run for Your Life) - serie TV, episodio 1x05 (1965)
- The Smothers Brothers Show – serie TV, un episodio (1965)
- I giorni della nostra vita (Days of Our Lives) – serie TV, 3 episodi (1965)
- F.B.I. (The F.B.I.) – serie TV, 6 episodi (1966-1970)
- A Man Called Shenandoah – serie TV, episodio 1x18 (1966)
- Al banco della difesa (Judd for the Defense) – serie TV, 2 episodi (1967-1968)
- Peyton Place – serie TV, 6 episodi (1967-1968)
- Gli invasori (The Invaders) – serie TV, un episodio (1967)
- Hawaii squadra cinque zero (Hawaii Five-O) – serie TV, 2 episodi (1968-1969)
- Lancer – serie TV, 2 episodi (1968-1969)
- Cimarron Strip – serie TV, un episodio (1968)
- Reporter alla ribalta (The Name of the Game) – serie TV, un episodio (1968)
- The Outsider – serie TV, episodio 1x12 (1968)
- Marcus Welby (Marcus Welby, M.D.) – serie TV, 3 episodi (1969-1975)
- La grande vallata (The Big Valley) – serie TV, un episodio (1969)
- Ironside – serie TV, 2 episodi (1970-1972)
- Night Slaves – film TV (1970)
- La strana coppia (The Odd Couple) – serie TV, 2 episodi (1971-1973)
- Incident in San Francisco – film TV (1971)
- Missione Impossibile (Mission: Impossible) – serie TV, 2 episodi (1971)
- Cannon – serie TV, 3 episodi (1972-1974)
- The Screaming Woman – film TV (1972)
- Mistero in galleria (Night Gallery) – serie TV, un episodio (1972)
- A tutte le auto della polizia (The Rookies) – serie TV, un episodio (1972)
- Doc Elliot – serie TV, un episodio (1973)
- Los Angeles quinto distretto di polizia (The Blue Knight) – film TV (1973)
- Squadra emergenza (Emergency!) – serie TV, un episodio (1973)
- Il mago (The Magician) – serie TV, un episodio (1973)
- Sulle strade della California (Police Story) – serie TV, un episodio (1973)
- Adam-12 – serie TV, un episodio (1974)
- Manhunter – film TV (1974)
- Il cacciatore (The Manhunter) – serie TV, un episodio (1974)
- Barnaby Jones – serie TV, 2 episodi (1975-1977)
- Guilty or Innocent: The Sam Sheppard Murder Case – film TV (1975)
- Le strade di San Francisco (The Streets of San Francisco) – serie TV, un episodio (1976)
- Ai limiti dell'incredibile (Quinn Martin's Tales of the Unexpected) – miniserie TV, un episodio (1977)
- Agenzia Rockford (The Rockford Files) – serie TV, un episodio (1978)

## Doppiatori italiani
- Luigi Pavese in Cowboy
- Gualtiero De Angelis in Il boia è di scena
- Roberto Bertea in Impiccalo più in alto